# Jorik Hendrickx
Jorik Hendrickx (Turnhout, Bélgica; 18 de mayo de 1992) es un patinador artístico sobre hielo belga. Dos veces ganador del Campeonato Nacional de Patinaje de Bélgica. Medallista de oro del Trofeo Nebelhorn de 2017. Representó a su país en los Juegos Olímpicos de Sochi 2014 y en Pyeongchang 2018.

## Vida personal
Hendrickx nació en Turnhout, Bélgica, en el año 1992. Estudió marketing deportivo en la Universidad Johan Cruyff en Tilburg. Su hermana menor Loena Hendrickx también es patinadora artística. En febrero de 2018 anunció al público que es homosexual.

## Carrera
Comenzó a patinar a la edad de cinco años y medio, desde los 10 años es entrenado por Carine Herrygers. Desde el año 2007 comenzó a competir en el nivel júnior en competiciones internacionales, en 2009 debutó en las pruebas de la serie del Grand Prix Júnior. Finalizó en el noveno lugar del Campeonato Europeo de Patinaje de 2012 y fue asignado al Trofeo Eric Bompard 2012 de la serie del Grand Prix, donde solo pudo completar el programa corto, quedó en el cuarto lugar y abandonó la competición a causa de una lesión durante el calentamiento. Compitió en el Campeonato del Mundo de 2013 donde finalizó en el lugar 19 y obtuvo un lugar para que su país participara en los Juegos Olímpicos de Sochi 2014, en los cuales se ubicó en el lugar 16.
Finalizó en el cuarto lugar del Campeonato Europeo de 2017. Su participación en los Juegos Olímpicos de invierno de 2018 celebrados en Pyeongchang, lo dejó en el lugar 14. Está asignado a competir en las pruebas del Grand Prix de la temporada 2018-2019, el Grand Prix de Finlandia y el Skate America. 

### Programas
|           | Programa corto                                                       | Programa libre                                                      | Exhibición |
| --------- | -------------------------------------------------------------------- | ------------------------------------------------------------------- | ---------- |
| 2018-2019 | TBA                                                                  | TBA                                                                 |            |
| 2017-2018 | Je suis malade de Francesco di Cello                                 | Concierto de Aranjuez de Joaquín Rodrigo                            |            |
| 2016–2017 | Broken Vow de Josh Groban Silence de Delerium, feat. Sarah McLachlan | Gods and Demons de Future World Music                               |            |
| 2015–2016 | You Raise Me Up de Josh Groban                                       | Titanic de James Horner                                             |            |
| 2014–2015 | 1900 de Ennio Morricone                                              | Concierto de piano en D mayor de Maurice Ravel                      |            |
| 2013–2014 | Caravan de Duke Ellington                                            | Rhapsody in Blue de George Gershwin                                 |            |
| 2012–2013 | Cry Me a River de Michael Bublé                                      | Violin Concerto de Max Bruch                                        |            |
| 2011–2012 | Feeling Good de Michael Bublé                                        | Dragon: The Bruce Lee Story de Randy Edelman                        |            |
| 2010–2011 | Feeling Good de Michael Bublé                                        | Flamenco de Didulia                                                 |            |
| 2009–2010 | The Kite Runner de Alberto Iglesias                                  | El Conquistador de Maxime Rodriguez Adiós Nonino de Astor Piazzolla |            |

### Resultados detallados
- Las mejores marcas personales aparecen en negrita

| Temporada 2017–2018              | Temporada 2017–2018                 | Temporada 2017–2018 | Temporada 2017–2018 | Temporada 2017–2018 |
| Fecha                            | Evento                              | Programa corto      | Programa libre      | Total               |
| -------------------------------- | ----------------------------------- | ------------------- | ------------------- | ------------------- |
| 16–17 de febrero de 2018         | Juegos Olímpicos de invierno 2018   | 11 84.74            | 16 164.21           | 14 248.95           |
| 15-21 de enero de 2018           | Campeonato Europeo de Patinaje 2018 | 5 78.56             | 12 139.61           | 10 218.17           |
| 24–26 de noviembre de 2017       | Skate America 2017                  | - WD                | - WD                | - WD                |
| 27–29 de octubre de 2017         | Skate Canada International 2017     | 6 82.08             | 6 155.23            | 5 237.31            |
| 27 – 30 de septiembre de 2017    | Trofeo Nebelhorn 2017               | 1 85.15             | 1 167.91            | 1 253.06            |
| Temporada 2016–2017              |                                     |                     |                     |                     |
| Fecha                            | Evento                              | Programa corto      | Programa libre      | Total               |
| 29 de marzo – 2 de abril de 2017 | Campeonato Mundial de Patinaje 2017 | 21 73.68            | 22 140.34           | 21 214.02           |
| 25–29 de enero de 2017           | Campeonato Europeo de Patinaje 2017 | 5 82.50             | 5 160.06            | 4 242.56            |
| 11–13 de noviembre de 2016       | Trophée de France 2016              | 5 80.34             | 8 150.13            | 6 230.47            |
| 21–23 de octubre de 2016         | Skate America 2016                  | 7 76.62             | 9 148.29            | 9 224.91            |
| 6–10 de octubre de 2016          | Trofeo de Finlandia 2016            | 5 79.22             | 6 139.10            | 5 218.32            |
| 22-24 de septiembre de 2016      | Trofeo Nebelhorn 2016               | 5 71.90             | 2 151.14            | 2 223.04            |
| Temporada 2015–2016              |                                     |                     |                     |                     |
| 28 de marzo – 3 de abril de 2016 | Campeonato Mundial de Patinaje 2016 | 14 77.72            | 15 143.71           | 16 221.43           |
| 11–13 de marzo de 2016           | Coupe du Printemps 2016             | 2 77.45             | 1 165.77            | 1 243.22            |
| 26–31 de enero de 2016           | Campeonato Europeo de Patinaje 2016 | 7 79.13             | 9 142.26            | 9 221.39            |
| 24–29 de noviembre de 2015       | Trofeo NRW 2015                     | 2 82.93             | 1 161.76            | 1 244.69            |
| 27–31 de octubre de 2015         | Ice Challenge 2015                  | 4 74.55             | 3 158.92            | 4 233.47            |
| 15–18 de octubre de 2015         | Copa Internacional de Niza 2015     | 5 73.94             | 5 138.16            | 5 212.10            |
| 24–26 de septiembre de 2015      | Trofeo Nebelhorn 2015               | 4 73.88             | 9 119.84            | 8 193.72            |